# Saison 2019 de l'équipe cycliste Roompot-Charles
La saison 2019 de l'équipe cycliste Roompot-Charles est la cinquième de cette équipe. Nommée auparavant Roompot-Nederlandse Loterij, elle fusionne avec l'équipe belge Verandas Willems-Crelan.

## Préparation de la saison 2019

### Sponsors et financement de l'équipe
En 2019, l'équipe néerlandaise nommée  Roompot-Nederlandse Loterij en 2018 et l'équipe belge Verandas Willems-Crelan fusionne. La société Oranje Cycling, qui gère la première, absorbe Sniper Cycling, l'entreprise de Nick Nuyens qui gérait la seconde. Michael Zijlaard, manager général de Roompot-Nederlandse Loterij, reste à la tête de l'équipe. L'entreprise Roompot (nl), propriétaire et exploitant de parcs de vacances et de campings, est sponsor principal de l'équipe depuis sa création en 2015. Le nouveau deuxième sponsor est l'entreprise belge Charles qui produit des salades et plats préparés,. Ces deux sponsors se sont engagés pour la saison 2019.

### Arrivées et départs
Sept coureurs de l'effectif 2018 de Roompot-Nederlandse Loterij sont conservés en 2019 par Roomport-Charles, onze autres. Six coureurs de Veranda's Willems-Crelan ont été engagés, neuf ont dû trouver un nouvel employeur. Six coureurs venus d'autres équipes sont recrutés : trois Néerlandais issus d'équipes du World Tour  - Lars Boom (LottoNL-Jumbo), Boy van Poppel (Trek-Segafredo), Maurits Lammertink (Katusha-Alpecin), le sprinteur belge  Michael Van Staeyen et le jeune Néerlandais Justin Timmermans. Tous les coureurs ont un contrat avec l'équipe pour l'année 2019 uniquement.
| Arrivées            | Équipe 2018              |
| ------------------- | ------------------------ |
| Lars Boom           | LottoNL-Jumbo            |
| Sean De Bie         | Veranda's Willems-Crelan |
| Mathias De Witte    | Veranda's Willems-Crelan |
| Huub Duyn           | Veranda's Willems-Crelan |
| Maurits Lammertink  | Katusha-Alpecin          |
| Senne Leysen        | Veranda's Willems-Crelan |
| Arjen Livyns        | Veranda's Willems-Crelan |
| Stijn Steels        | Veranda's Willems-Crelan |
| Justin Timmermans   | Delta Cycling Rotterdam  |
| Boy van Poppel      | Trek-Segafredo           |
| Michael Van Staeyen | Cofidis                  |

| Départs            | Équipe 2019                   |
| ------------------ | ----------------------------- |
| Tim Ariesen        | Ningxia Sports Lottery-Livall |
| Martijn Budding    | BEAT Cycling Club             |
| Pim Ligthart       | Direct Energie                |
| Jeroen Meijers     | Taiyuan Miogee                |
| Taco van der Hoorn | Jumbo-Visma                   |
| Etienne van Empel  | Neri Sottoli-Selle Italia-KTM |
| Brian van Goethem  | Lotto Soudal                  |
| Coen Vermeltfoort  | Alecto                        |
| Wouter Wippert     | EvoPro                        |
| Floris Gerts       | Tarteletto-Isorex             |
| Robbert de Greef   | Alecto                        |

## Coureurs et encadrement technique

### Effectif
L'effectif de Roompot-Charles pour la saison 2019 comprend 18 coureurs.
| Cycliste             | Date de naissance  | Nationalité | Équipe 2018                 |  |
| -------------------- | ------------------ | ----------- | --------------------------- |  |
| Jesper Asselman      | 12 mars 1990       | Pays-Bas    | Roompot-Nederlandse Loterij |  |
| Lars Boom            | 30 décembre 1985   | Pays-Bas    | LottoNL-Jumbo               |  |
| Sean De Bie          | 3 octobre 1991     | Belgique    | Veranda's Willems-Crelan    |  |
| Mathias De Witte     | 29 mars 1993       | Belgique    | Veranda's Willems-Crelan    |  |
| Huub Duyn            | 1er septembre 1984 | Pays-Bas    | Veranda's Willems-Crelan    |  |
| Maurits Lammertink   | 31 août 1990       | Pays-Bas    | Katusha-Alpecin             |  |
| Senne Leysen         | 18 mars 1996       | Belgique    | Veranda's Willems-Crelan    |  |
| Arjen Livyns         | 1er septembre 1994 | Belgique    | Veranda's Willems-Crelan    |  |
| Elmar Reinders       | 14 mars 1992       | Pays-Bas    | Roompot-Nederlandse Loterij |  |
| Oscar Riesebeek      | 23 décembre 1992   | Pays-Bas    | Roompot-Nederlandse Loterij |  |
| Stijn Steels         | 21 août 1989       | Belgique    | Veranda's Willems-Crelan    |  |
| Justin Timmermans    | 25 septembre 1996  | Pays-Bas    | Delta Cycling Rotterdam     |  |
| Nick van der Lijke   | 23 septembre 1991  | Pays-Bas    | Roompot-Oranje Peloton      |  |
| Sjoerd van Ginneken  | 6 novembre 1992    | Pays-Bas    | Roompot-Oranje Peloton      |  |
| Boy van Poppel       | 18 janvier 1988    | Pays-Bas    | Trek-Segafredo              |  |
| Jan-Willem van Schip | 20 août 1994       | Pays-Bas    | Roompot-Nederlandse Loterij |  |
| Michael Van Staeyen  | 13 août 1988       | Belgique    | Cofidis                     |  |
| Pieter Weening       | 5 avril 1981       | Pays-Bas    | Roompot-Oranje Peloton      |  |

### Encadrement
Michael Zijlaard est manager général de l'équipe. Il est assisté par Nick Nuyens, qui dirigeait auparavant Verandas Willems-Crelan. Nuyens est chargé notamment de l'activité de l'équipe en Belgique et représente les intérêts du sponsor Charles. Les directeurs sportifs Jean-Paul van Poppel, Erik Breukink et Michael Boogerd encadrent les coureurs.

## Bilan de la saison

### Victoires
| Date       | Course                         | Pays        | Classe | Vainqueur       |
| ---------- | ------------------------------ | ----------- | ------ | --------------- |
| 02/05/2019 | 1re étape du Tour de Yorkshire | Royaume-Uni | 2.HC   | Jesper Asselman |
| 07/06/2019 | 2e étape du Tour de Luxembourg | Luxembourg  | 2.HC   | Pieter Weening  |

### Résultats sur les courses majeures
Les tableaux suivants représentent les résultats de l'équipe dans les principales courses du calendrier international dans lesquelles l'équipe bénéficie d'une invitation (les cinq classiques majeures et les trois grands tours). Pour chaque épreuve est indiqué le meilleur coureur de l'équipe, son classement ainsi que les accessits glanés par Roompot-Charles sur les courses de trois semaines.

#### Classiques
| Classique            | Milan-San Remo | Tour des Flandres    | Paris-Roubaix   | Liège-Bastogne-Liège | Tour de Lombardie |
| -------------------- | -------------- | -------------------- | --------------- | -------------------- | ----------------- |
| Coureur (classement) | non invitée    | Pieter Weening (46e) | Lars Boom (74e) | non invitée          |                   |

#### Grands tours
| Grand tour           | Tour d'Italie | Tour de France | Tour d'Espagne |
| -------------------- | ------------- | -------------- | -------------- |
| Coureur (classement) | Non invitée   | Non invitée    | Non invitée    |
| Accessits            | -             | -              | -              |